# Kawasaki ZZ-R 400
De Kawasaki ZZ-R 400 is een sportieve toermotorfiets van Kawasaki. De ZZR-400 kwam in 1990 op de markt. 
- 1990-1992: ZZ-R-400K
- 1993-2002: ZZ-R-400N

Hadden de eerste modellen reeds een 58 PK vermogen, de latere N-modellen werden teruggeschroefd tot 53 PK door de Japanse wetgeving in verband met pk's. Bij de N-modellen is het Twin Ram Air System ook toegevoegd. In 1997 werd er nog een digitale klok toegevoegd aan het dashboard
De ZZ-R-400 is enkel bestemd voor de Japanse markt, maar er rijden er ook enkele in Europa rond. 
Er zijn slechts heel weinig verschillen tussen de ZZR-400 en de ZZR-600. De 400 versie heeft geen olie koeler, het zadel is uiterlijk anders, en op de onderkuip hangt er niets in plaats van een 600 sticker bij de ZZR-600. Zo goed als alle onderdelen van de ZZR-400K zijn verwisselbaar met de onderdelen van de ZZR-600D. Hetzelfde gaat op voor de ZZR400N en de ZZR-600E